# ريسكيو
ريسكيو هو مسلسل أكشن ياباني تم عرضه لأول مرة في عام 2009. 

## معلومات الدراما
اسم الدراما : 特別高度救助隊
بالروماجي : Tokubetsukodo Kyujotai
النوع : أكشن
عدد الحلقات : 9
تاريخ العرض : 21 - مارس - 2009
نسبة المشاهدة :9.7%
أغنية الشارة : ريسكيو (كاتون)

## نبذة
دايتشي كيتاجيما أصبح رجل اطفاء نتيجة لخبرته في مرحلة الطفولة لانقاذه من قبل فريق المنقذين من النار.
,على الرغم من الصدمات ,الا انه يسعى إلى أن يكون عضواً في فريق الإنقاذ المميز ,بداية دايتشي, هذه القصة له ولزملائه المتدربين في فريق الإنقاذ كما أنهم كبروا كعمال الإنقاذ, وكالناس ,وكالرجال أيضًا، بينما يواجه طيش الشباب، والصراعات الداخلية ويجدون أنفسهم في مواجهة العديد من الاختلالات بين المثل والواقع في المنقذين على طول الطريق.

## الممثلون
ناكامارو يويتشي في دور كيتاجيما دايتشي
شيبويا تاكيرو في دور يونغ دايتشي
ماسودا تاكاهيسا في دور تيتسوكا يوتاكا
ياماموتو يوسوكي في دور فودا ماساشي
شويي في دور كانو شينسوكى
كانامي يونيو في دور كاتسوراغي كوسوكي
تاناكا ويوجي في دور إيغاراشي هاتشيرو
تاكاهاشي يو في دور تسوكودا يوهي
ياماموتو كوجي في دور ميازاكي شيرو
ايشيجورو كين في دور توكوناجا كاتسومي

## أغاني الدراما
ريسكيو (كاتون)

## بعد العرض
نسبة المشاهدة
- الحلقة الأولى : 12.2%
- الحقة الثانية : 12.8%
- الحلقة الثالثة : 08.9%
- الحلقة الرابعة :10.7%
- الحلقة الخامسة : 10.9%
- الحلقة السادسة : 09.3%
- الحلقة السابعة : 08.4%
- الحلقة الثامنة : 09.8%
- الحلقة التاسعة : 12.9%
- متوسط نسبة المشاهدة : 10.5%